# Mavrahovci
Mavrahovci (znanstveno ime Phallus) so rod gliv iz družine mavrahovčark (Phallaceae).

## Seznam mavrahovcev Slovenije[2]
- Hadrijanov mavrahovec (Phallus hadriani)
- smrdljivi mavrahovec (Phallus impudicus)
- drobnomrežasti mavrahovec (Phallus indusiatus)